# Telenet-Fidea/Saison 2012
Dieser Artikel listet Erfolge und Fahrer des Radsportteams Telenet-Fidea in der Saison 2012 auf.

## Erfolge im Cyclocross 2011/2012
| Datum         | Rennen                                            | Fahrer          |
| ------------- | ------------------------------------------------- | --------------- |
| 17. September | Cross after Dark - StarCrossed, Redmond           | Bart Wellens    |
| 18. September | Rad Racing Grand Prix, Issaquah                   | Bart Wellens    |
| 25. September | USGP of Cyclocross Planet Bike Cup 2, Sun Prairie | Bart Wellens    |
| 23. Oktober   | Grand Prix de la Commune de Contern, Contern      | Joeri Adams     |
| 17. Dezember  | GvA Trofee - Grote Prijs Rouwmoer, Essen          | Bart Wellens    |
| 18. Dezember  | Cyclocross de Namur Citadelle, Namur (U23)        | Arnaud Jouffroy |
| 21. Januar    | Kasteelcross Zonnebeke, Zonnebeke                 | Rob Peeters     |
| 4. Februar    | GvA Trofee - Krawatencross, Lille                 | Tom Meeusen     |
| 5. Februar    | Superprestige Hoogstraten, Hoogstraten            | Tom Meeusen     |

## Zugänge – Abgänge
| Zugänge               | Team 2011             | Abgänge                        | Team 2012    |
| --------------------- | --------------------- | ------------------------------ | ------------ |
| Daniel Peeters        | Neoprofi              | Karel Hník                     | Sunweb-Revor |
| Jens Vandekinderen    | Neoprofi              | Micki van Empel (bis 31. Juli) | Unbekannt    |
| Thijs Al (ab 1. März) | AA Drink Cycling Team |                                |              |

## Mannschaft
| Name               | Geburtstag       | Nationalität |
| ------------------ | ---------------- | ------------ |
| Joeri Adams        | 15. Oktober 1989 | Belgien      |
| Thijs Al 1         | 16. Juni 1980    | Niederlande  |
| Arnaud Grand       | 28. August 1990  | Schweiz      |
| Arnaud Jouffroy    | 21. Februar 1990 | Frankreich   |
| Corné van Kessel   | 7. August 1991   | Niederlande  |
| Tom Meeusen        | 7. November 1988 | Belgien      |
| Daniel Peeters     | 19. August 1993  | Belgien      |
| Rob Peeters        | 2. Juli 1985     | Belgien      |
| Jens Vandekinderen | 30. April 1993   | Belgien      |
| Bart Wellens       | 10. August 1978  | Belgien      |